# Dans un autre monde (chanson)
Pour les articles homonymes, voir Dans un autre monde.
Dans un autre monde est une chanson de Céline Dion présente sur l'album S'il suffisait d'aimer de 1998. Elle est sortie en France et en Belgique le 30 août 1999, en tant que single promotionnel de l'album Au cœur du Stade.
La vidéo Céline Dion interprétant Dans un autre monde en live a été filmée au Stade de France de Paris, durant les deux spectacles donnés à guichets fermés les 19 et 20 juin 1999. Elle est sortie fin août 1999 dans le cadre de la promotion du CD Au cœur du stade et du DVD homonyme.

## Classements
| Classement (1999)              | Meilleur classement |
| ------------------------------ | ------------------- |
| Belgian Wallonia Airplay Chart | 7                   |